# Hiram Abif
Hiram Abif oder Hiram Abiff war nach einer Allegorie der Freimaurer der Architekt des Tempels von König Salomo in Jerusalem.

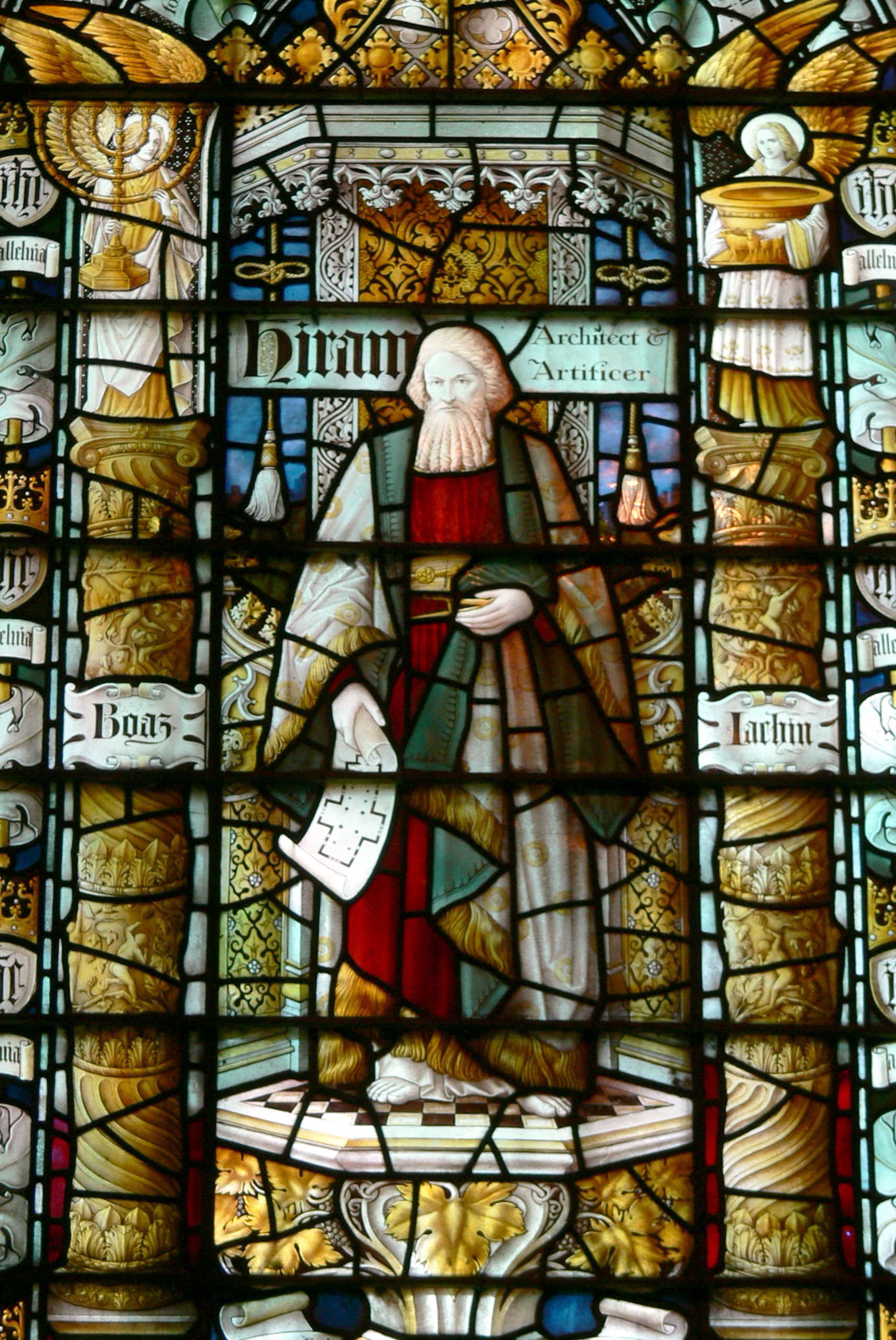
Architekt Hiram auf einem Fenster (1900) der St.-John’s-Kirche, Chester

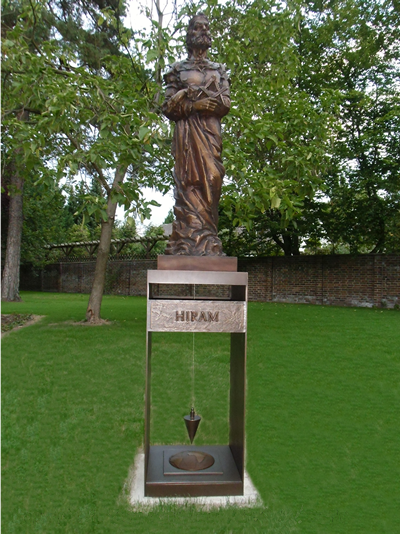
Hiram, Bronzestatue von Nikolaus Otto Kruch

## Geschichte
Der historische Tempel Salomons wurde etwa 988 v. Chr. auf dem Tempelberg errichtet. Die Bibel berichtet, König Hiram I. habe Baumaterial und Männer zur Errichtung des Tempels geschickt.
2. Buch der Chronik 2 bezieht sich auf eine formelle Anforderung Salomons an König Hiram I. von Tyros für Arbeiter und Material; König Hiram erwidert dies durch Entsendung von Ḥīrām, „den Sohn einer Frau von den Töchtern Dan. Und sein Vater war ein Tyrer.“
Die Wendung „mein Vater Huram“ lautet auf Hebräisch Huram avi; woraus der namentliche Ursprung der Legendenfigur Hiram Abif erklärbar wäre.
Hiram Abif wird von Freimaurern auch als der Sohn der Witwe bezeichnet.
Nach der freimaurerischen Allegorie wurde Hiram Abif von den drei Gesellen Jubela, Jubelo und Jubelum ermordet, die ihn angegriffen hatten, um das Geheimnis zu erfahren, das dieser Baumeister mit sich trug. Das Geheimnis soll nie enthüllt worden sein: Hiram Abifs Körper wurde nach der Legende außerhalb der Stadtmauern versteckt, wo er blieb, bis König Salomon diesen auffand und bestattete.
An Hiram Abifs Tod wird in verschiedenen Freimaurerritualen erinnert. Geschichtlich ist die Hiramlegende, die im Dritten Grad der Freimaurerei auftaucht, auch bei den Futuwwa-Bünden (vgl. Männerbund) belegt, wobei anstelle Hirams Ali „der Kalif“ auftritt, welcher von einigen Charidschiten erschlagen wurde und was eine Reflexion eines historischen Ereignisses darstellt und ein Schlüsselpunkt des Rituals der ismailitischen Bruderschaften ist. Der älteste nachweisbare Zweig der islamischen Männerbünde ist die „al-Banna“, der Orden der Baumeister (das arabische Wort für Maurer ist ebenfalls „banna“). Der Gründer des „al-Banna“-Ordens, der im Umfeld der Sunniten entstand, war Maaruf Karkhi († 815), welcher von seinen Angehörigen als König Salomon verehrt wurde.